# ビリー・ストレイホーン
ウィリアム・トーマス・ビリー・ストレイホーン（William Thomas "Billy" Strayhorn, 1915年11月29日 - 1967年5月31日）は、アメリカ合衆国のジャズピアノ奏者、作曲家、アレンジャー。
スタンダードナンバーの『A列車で行こう』の作曲者であり、
デューク・エリントンとの共同作業がよく知られている。